# Kanzel (Consac)

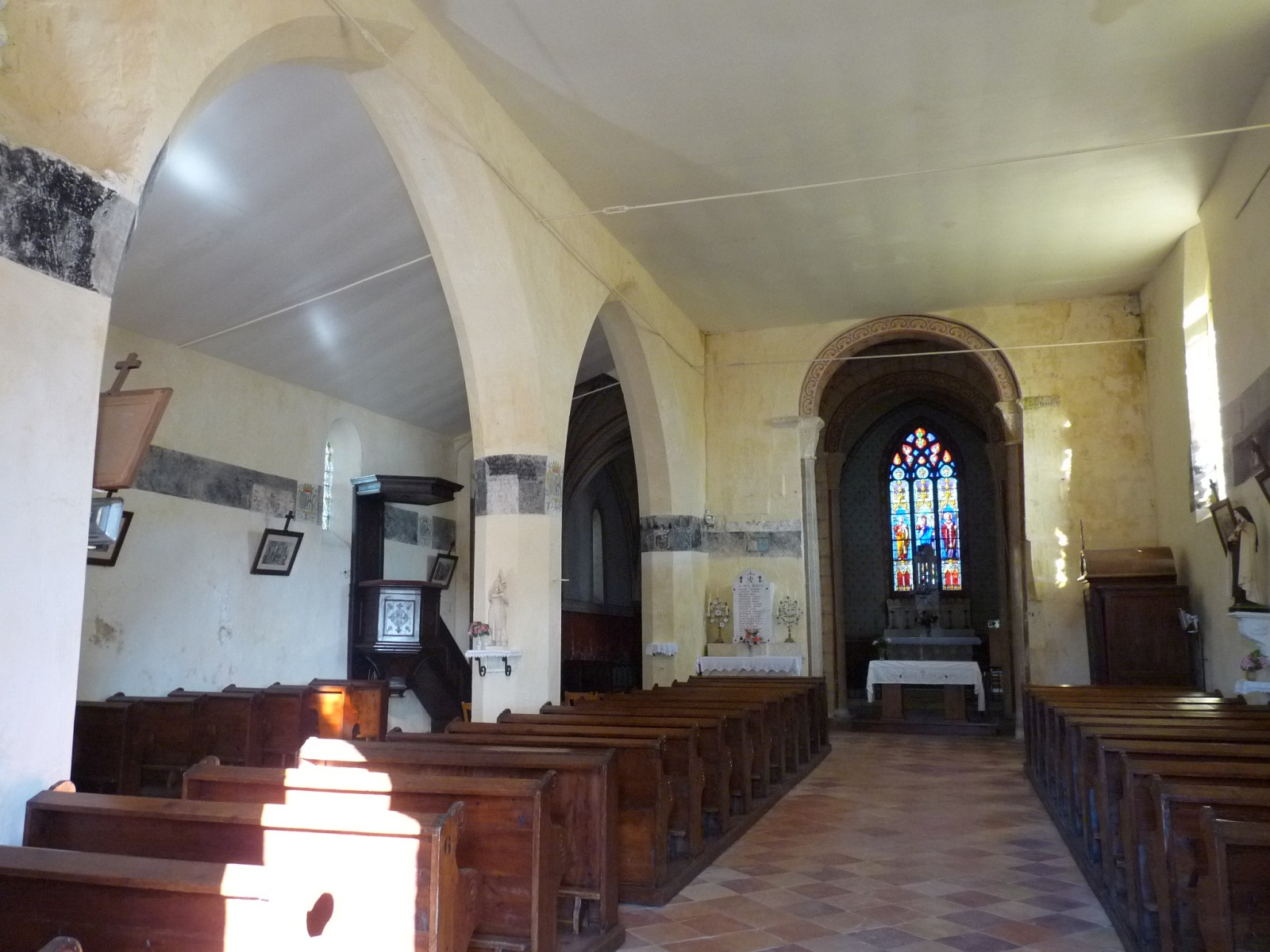
Innenansicht der Kirche St-Pierre mit Kanzel in Consac

Die Kanzel in der Kirche St-Pierre in Consac, einer französischen Gemeinde im Département Charente-Maritime der Region Nouvelle-Aquitaine, wurde im 18. Jahrhundert geschaffen. Die Kanzel aus Holz wurde 1976 als Monument historique in die Liste der geschützten Objekte (Base Palissy) in Frankreich aufgenommen.
Die circa drei Meter hohe Kanzel mit sechseckigem Schalldeckel besitzt kaum schmückende Elemente. Lediglich der Kanzelkorb weist Schnitzelemente auf.